# Coregonus hoferi
Coregonus hoferi és una espècie de peix de la família dels salmònids i de l'ordre dels salmoniformes.

## Alimentació
Menja zooplàncton i insectes petits.

## Distribució geogràfica
Es troba a Europa: llac Chiemsee (Alemanya).